# Intensitate energetică
Intensitatea energetică este fluxul de energie radiantă în unitatea de unghi solid. Unitatea de măsură e watt pe steradian.